# Обвал (село)
Обва́л — село Ульяновского сельсовета Тамалинского района Пензенской области.

## География
Село расположено на северо-западе Тамалинского района, на левом берегу реки Сюверни, расстояние до центра сельсовета села Ульяновка — 6 км, расстояние до районного центра пгт. Тамала — 22 км.

## История
По исследованиям историка — краеведа Полубоярова М. С., село основано помещиком Уваровым около 1810 года у реки Сюверня как деревня Обваловка, Сюверня тож. Жители села так обясняют происхождение названия:

«Когда-то земли принадлежали графу Уварову. Он решил построить село. Начали ставить первый дом, а он неожиданно обвалился. Потому и назвали село Обвалом».

В 1780 году — в составе Чембарского уезда, в 1832 году на средства графа Петра Кирилловича Разумовского построена церковь во имя Богоявления Господня, в 1877 году — центр Обвальской волости Чембарского уезда с церковью, земской школой. В 1955 году — в Белинском районе, в 1966 году передано в Тамалинский район. До 2010 года — входило в Каменский сельсовет. Согласно Закону Пензенской области № 1992-ЗПО от 22 декабря 2010 года Каменский сельсовет упразднён, село передано в Ульяновский сельский совет.
В 1950-х годах в селе располагался колхоз «Заря коммунизма».

## Население
| 1864 | 1877 | 1897  | 1911  | 1930  | 1939 | 1951 |
| ---- | ---- | ----- | ----- | ----- | ---- | ---- |
| 697  | ↗941 | ↗1108 | ↗1249 | ↗1275 | ↘877 | ↘575 |
| 1959 | 1979 | 1989  | 1996  | 2002  | 2010 |      |
| ↘473 | ↘453 | ↗462  | ↘450  | ↘411  | ↘351 |      |

## Инфраструктура
В селе имеются: почта, телефон, основная школа, фельдшерско-акушерский пункт, филиал Сбербанка России.

## Русская православная церковь
- Казанский храм[13]